# 정선 전씨
정선 전씨(旌善全氏)는 강원특별자치도 정선군을 본관으로 하는 한국의 성씨이다.

## 기원
전(全)씨의 도시조(都始祖) 전섭(全聶)은 기원전 18년 고구려 동명왕(東明王)의 셋째 아들인 온조(溫祚)가 백제를 건국할 때 마려(馬藜), 오간(烏干), 한세기(韓世奇), 곽충(郭忠), 범창(笵昌), 조성(趙成) 등 9사람과 함께 공을 세워 백제 십제공신(十濟功臣)으로 환성군(歡城君)에 봉해졌다고 한다.

## 역사
정선 전씨(旌善全氏)의 시조는 전섭(全聶)의 8세손인 전선(全愃)이다. 전선은 백제의 대광공주(大光公主)를 배행하고 신라에 들어가 봉익대부(奉翊大夫), 부지밀직사사(副知密直司事), 전법판서(典法判書)를 지냈으며, 정선군(旌善郡)에 봉해졌다고 한다.

## 인물
- 전이갑(全以甲) : 고려 통합삼한개국공신(統合三韓開國功臣)
- 전보인(全輔仁, ? ~ 1019년) : 전이갑의 아들. 989년(성종 8) 나주목경학박사(羅州牧經學博士)로서 후학을 근실히 가르쳐 포상을 받았다. 1013년(현종 4) 우상시(右常侍)로 치사(致仕)하기를 청하였으나 허락되지 않았다. 1018년 상서좌복야(尙書左僕射)가 되었고, 이듬해 우복야(右僕射)를 지냈다.
- 전영보(全英甫, ? ∼ 1348년) : 원래 제석원(帝釋院)의 중인였고, 금박(金箔) 제작이 직업이었다. 매형이었던 이숙(李淑)이 원나라의 환관으로 권력을 잡자 출세하였다. 충렬왕 때 낭장(郎將)에 제수되었으나 대간(臺諫)이 임명장에 서명하기를 거부하였는데, 이는 전영보가 노비 출신이라는 신분이 문제가 되었을 것이다. 하지만 1310년(충선왕 복위 2)에는 대호군(大護軍)에 제수되었다. 1320년(충숙왕 7) 밀직부사(密直副使)에 임명된 뒤 여러 벼슬을 거쳐 지밀직사사(知密直司事) 겸 대사헌(大司憲)이 되었으나 대관이 고신에 서명하지 않았다. 1324년(충숙왕 11)에는 첨의평리(僉議評理)에 제수되었고, 1326년(충숙왕 13)에는 고려를 원나라의 한 성(省)으로 하려는 입성책동(立省策動)에 반대하여 1등 공신이 되었다. 충숙왕 14년에는 원나라에서 충숙왕을 시종한 공으로 1등 공신이 되었으며, 충숙왕 15년에는 첨의찬성사(僉議贊成事)로 승진한 뒤, 1339년(충혜왕 즉위)에는 삼사사(三司使)에 이르렀다. 하지만 이후 양민 160명을 권력으로 억압하여 천민으로 만들었던 일이 발각되어, 정치도감(整治都監)의 결정으로 본적으로 돌려보내졌다.[1]
- 전이도(全以道) : 공민왕을 따라 원나라에 들어가 숙위(宿衛)하였다가 왕의 즉위로 귀국하여 낭장(郎將)에 임명되고, 1352년(공민왕 원년) 시종한 공으로 1등 공신에 올랐다. 1355년(공민왕 4) 의성창사(義城倉使)로 있을 때 왕이 광명사(廣明寺)에 행차하여 승려들을 공양하는 데 능히 일을 처리하지 못하여 파직되었다가 곧 복직되었다. 1359년(공민왕 8) 흉년이 크게 들자 예부시랑(禮部侍郞)으로 있으면서 경상도진제사(慶尙道賑濟使)로 파견되었다. 판전농시사(判典農寺事)를 지낸 뒤 1361년(공민왕 10) 홍건적의 제2차 침입으로 복주(福州)로 파천(播遷)한 공민왕을 호종(扈從)한 공으로 1363년(공민왕 12)에는 신축호종일등공신(辛丑扈從一等功臣)과 수복경성이등공신(收復京城二等功臣)에 봉해졌다.
- 전오륜(全五倫) : 1373년(공민왕 22) 과거에 급제하였고, 1391년(공양왕 3) 우상시(右常侍)·좌산기상시(左散騎常侍)·형조판서(刑曹判書) 등을 역임하였다.

정선 전씨는 조선시대 문과 급제자 11명을 배출하였다.
고려 문과
전빈(全賓)
문과
전공간(全公侃) 전도해(全道海) 전방경(全方慶) 전백령(全栢齡) 전순인(全舜仁)
전영덕(全永悳) 전의채(全義采) 전재덕(全在悳) 전좌천(全佐天) 전학규(全學奎)
전효우(全孝宇)
무과
전경성(全擎聖) 전광춘(全光春) 전국룡(全國龍) 전국진(全國珍) 전기성(全基性)
전논태(全論泰) 전대관(全大寬) 전덕기(全德基) 전덕명(全德明) 전덕유(全德裕)
전도원(全道元) 전두혁(全斗爀) 전만운(全萬運) 전만웅(全萬雄) 전만유(全萬裕)
전명곤(全命崑) 전명복(全明福) 전명선(全命善) 전명한(全明漢) 전방선(全邦善)
전봉일(全奉一) 전성신(全盛臣) 전성좌(全聖佐) 전세령(全世齡) 전세호(全世虎)
전승길(全承吉) 전승순(全承順) 전시근(全始根) 전시우(全時遇) 전언규(全彦逵)
전예원(全禮元) 전용득(全龍得) 전용택(全龍澤) 전운(全雲) 전운석(全雲碩)
전의남(全義男) 전익겸(全益謙) 전익만(全益萬) 전익신(全益愼) 전익화(全益華)
전일항(全日恒) 전임술(全任述) 전재득(全載得) 전정(全貞) 전정방(全正方)
전종권(全宗權) 전진욱(全震郁) 전창현(全昌顯) 전치량(全致亮) 전치영(全致永)
전학로(全鶴老) 전해룡(全海龍) 전향세(全香世) 전홍구(全弘矩) 전홍담(全弘淡)
전홍신(全弘信) 전홍일(全弘逸) 전효관(全孝寬) 전후경(全厚慶) 전흡(全洽)
전흥만(全興萬) 전흥주(全興柱) 전흥창(全興昌)
생원시
전경달(全景達) 전공신(全公信) 전상규(全相奎) 전세량(全世樑) 전세주(全世柱)
전승준(全昇濬) 전영한(全榮翰) 전종연(全宗淵) 전종전(全宗瀍) 전창섭(全昶燮)
전팽년(全彭年)
진사시
전관익(全寬翼) 전길선(全吉善) 전문적(全文績) 전방한(全邦翰) 전서진(全序鎭)
전승진(全昇鎭) 전식(全軾) 전윤구(全潤九) 전익민(全益敏) 전재구(全在球)
전창만(全昌萬) 전치룡(全致龍)
역과
전치검(全致儉) 전희윤(全希胤) 전희헌(全希獻)
율과
전충(全忠)

## 항렬자
| 47세   | 48세     | 49세   | 50세     | 51세   | 52세     | 53세   | 54세     | 55세   | 56세     | 57세   | 58세     | 59세   | 60세     | 61세   | 62세     | 63세   | 64세     | 65세   | 66세     | 67세   | 68세     | 69세   | 70세     | 71세   | 72세     | 73세   |
| ------ | -------- | ------ | -------- | ------ | -------- | ------ | -------- | ------ | -------- | ------ | -------- | ------ | -------- | ------ | -------- | ------ | -------- | ------ | -------- | ------ | -------- | ------ | -------- | ------ | -------- | ------ |
| 형(鎣) | 口우(雨) | 인(寅) | 口병(炳) | 영(瑛) | 口탁(鐸) | 제(濟) | 口표(杓) | 찬(燦) | 口재(宰) | 상(商) | 口구(求) | 계(桂) | 口휴(烋) | 규(珪) | 口태(兌) | 한(澣) | 口목(穆) | 형(炯) | 口순(珣) | 용(鏞) | 口준(濬) | 장(樟) | 口도(燾) | 정(珽) | 口일(鎰) | 홍(泓) |

| 74세     | 75세   | 76세     | 77세   | 78세     | 79세   | 80세     | 81세   | 82세     | 83세   | 84세     | 85세   | 86세     | 87세   | 88세     | 89세   | 90세     | 91세   | 92세     | 93세   | 94세     | 95세     | 96세   | 97세     | 98세   | 99세     | 100세  |
| -------- | ------ | -------- | ------ | -------- | ------ | -------- | ------ | -------- | ------ | -------- | ------ | -------- | ------ | -------- | ------ | -------- | ------ | -------- | ------ | -------- | -------- | ------ | -------- | ------ | -------- | ------ |
| 口환(桓) | 희(爔) | 口선(瑄) | 훈(鑂) | 口흡(洽) | 기(杞) | 口효(熇) | 배(培) | 口옥(鈺) | 박(薄) | 口모(模) | 경(炅) | 口준(埈) | 주(鑄) | 口환(渙) | 병(柄) | 口걸(杰) | 찬(瓚) | 口록(綠) | 형(泂) | 口구(榘) | 口황(煌) | 은(垠) | 口강(鋼) | 철(澈) | 口종(棕) | 욱(煜) |

## 인구
- 1985년 30,623가구 124,993명
- 2000년 44,316가구 141,380명
- 2015년 166,965명

## 같이 보기
- 천안 전씨
- 옥천 전씨
- 완산 전씨
- 나주 전씨
- 경산 전씨